# Mike Adamle
Michael David Adamle, meglio conosciuto come Mike Adamle (Euclid, 4 ottobre 1949), è un dirigente, commentatore sportivo ed ex giocatore di football americano statunitense, noto per i suoi trascorsi nella World Wrestling Entertainment nel 2008.
In WWE ha ricoperto il ruolo di direttore generale di Raw e telecronista della ECW.